# Surround (jogo eletrônico)
Surround é um jogo eletrônico programado por Alan Miller e publicado pela Atari para o Atari 2600, então conhecido como Video Computer System. Este foi um dos nove títulos de lançamento do Atari 2600, lançados junto com o console em outubro de 1977.

## História
Surround é uma versão não-oficial do fliperama Blockade, lançado no ano anterior pela Gremlin. Este último foi a primeira versão do jogo que se tornaria conhecido mundialmente em outras plataformas como o "jogo da cobra". Tal como aconteceu com outros jogos da Atari no início, Surround foi licenciado pela Sears, que o lançou sob o nome de Chase.

## Jogabilidade
Surround é considerado o sucessor de Blockade e o predecessor do "Jogo da Serpente". O objetivo do jogo é controlar o sprite através da tela, que possui um corpo alongado que o segue por trás. O objetivo do jogador é forçar o outro jogador a se chocar contra seu próprio corpo (ou rabo). Vários bônus adicionais incluem maior velocidade, movimentos em diagonal e até reduzir o tamanho da sua cauda. Além disso, quanto mais tempo do jogo for decorrido, a velocidade aumenta progressivamente, o que torna a dificuldade crescente com o tempo.
Como complemento, no cartucho é incluído um "Modo Grafito", onde o jogador pode usar o joystick para desenhar figuras na tela.

## Sequencias
A essência da jogabilidade de Surround está presente em muitas versões posteriores de Blockade/Serpente. Uma das referências mais importantes ao conceito do jogo está no filme Tron, onde cada personagem batalha em uma grade bi-dimensional usando "motos de luz". O jogo eletrônico do Tron em que o filme foi baseado inclui as próprias "motos de luz".
Vários jogos de mesmo estilo foram lançados para múltiplas plataformas, incluindo celulares e aplicações em Adobe Flash. Algumas das plataformas mais recentes implementaram alguns elementos do próprio Surround, através dos aplicativos Homebrew.